# Ненецкий заповедник
Не́нецкий госуда́рственный приро́дный запове́дник — заповедник, расположенный в Ненецком автономном округе. Создан 18 декабря 1997 года Постановлением Правительства Российской Федерации.
Территория заповедника охватывает Захарьинский берег Печорской губы, низовья дельты реки Печоры вдоль южного побережья Болванской губы, часть дельты реки Восточная Нерута вдоль южного побережья Болванской губы, острова Гуляевские Кошки, Матвеев, Голец, Долгий, Большой и Малый Зеленцы, а также акваторию Коровинской, Средней и Кузнецкой бухты, часть Болванской бухты, десятикилометровую акваторию вдоль Захарьинского берега (Губа Захребетная) и двухкилометровую акваторию вокруг вышеназванных островов. 
Площадь заповедника 313 400 гектаров, из них 181 900 га морская акватория. Площадь охранной зоны составляет 269 200 га (242 800 га — морская акватория).
Ненецкий государственный природный заповедник создан с целью охраны и изучения типичных малонарушенных экосистем восточноевропейских тундр и прибрежных акваторий Баренцева моря. Острова служат выводковыми и линными станциями птиц, включая редких и исчезающих — малого лебедя, белощёкой казарки, пискульки, белоклювой гагары. На южной оконечности острова Долгий находится береговая залежка атлантического моржа (внесен в Красную книгу России). Ежегодно на острова заходит белый медведь. Из редких китообразных отмечен нарвал, возможны заходы высоколобого бутылконоса, северного финвала. Встречается редкий тюлень-тевяк.
На территории заповедника находится газовое Кумжинское месторождение, на котором в 1980 году на скважине Кумжа-9 произошла авария с выбросом газа во время бурения, после чего начался пожар. В мае 1981 году на месторождении на глубине порядка 1,5 тыс. м был взорван ядерный заряд с целью сдвига геологических пластов, но аварию ликвидировать не удалось, месторождение было законсервировано. Последствия аварии до сих пор не устранены.